# Virgen de la codorniz
La Virgen de la codorniz es la obra más temprana atribuida con certeza a Pisanello, que se remonta a 1420 aproximadamente. Está realizada al temple y oro sobre tabla (50 x 33 cm) conservada en el Museo de Castelvecchio de Verona, de donde fue robada la noche del 19 de noviembre de 2015, siendo recuperada al año siguiente.

## Descripción y estilo

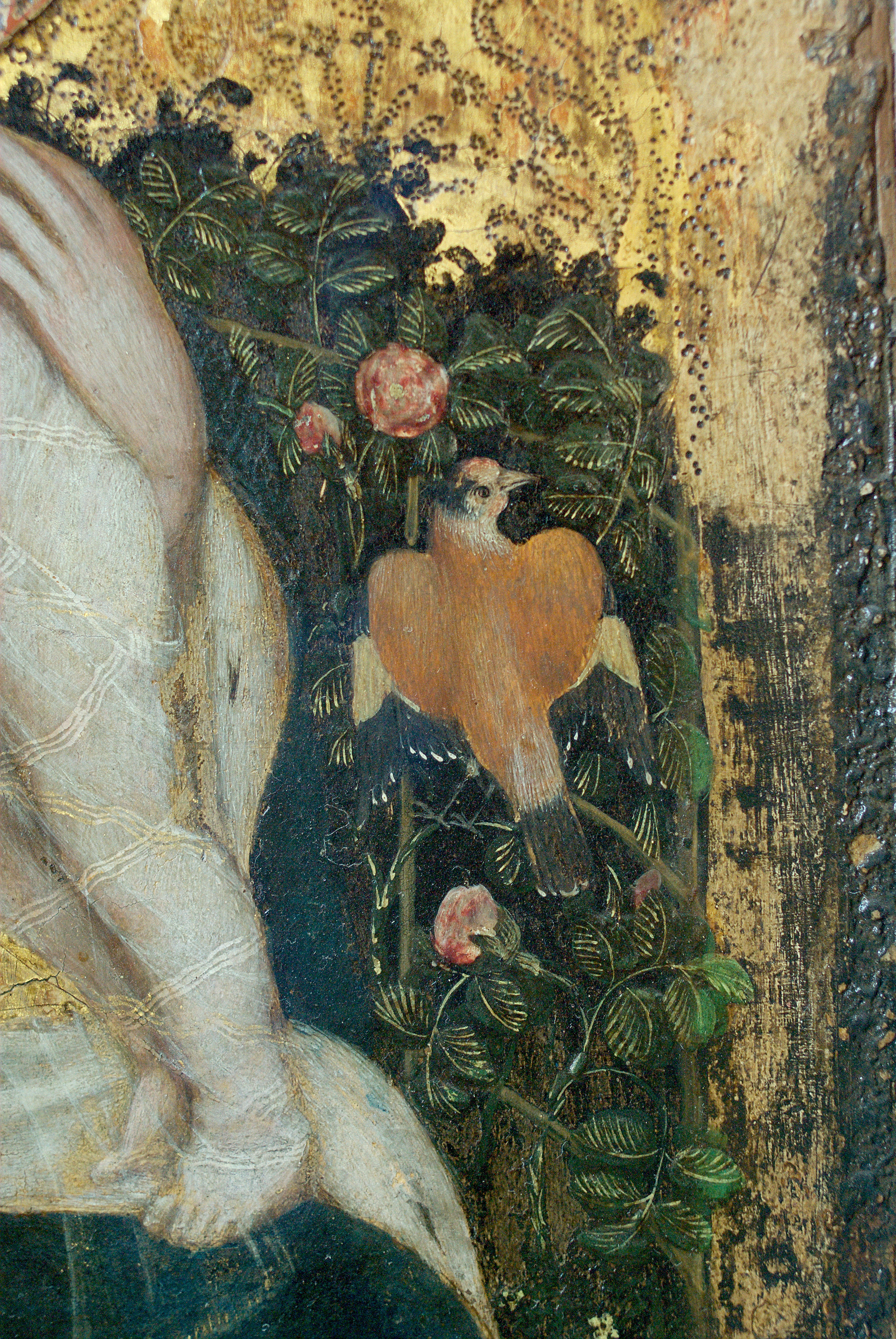
Detalle del cuadro Virgen de la codorniz.

Muestra una Madonna con el Niño siendo coronada por dos ángeles que flotan a cada lado y sentada en un magnífico rosal, en pleno estilo gótico final. El pintor dedica mucha atención a la representación de especies de plantas y aves (entre las cuales la codorniz en primer plano, que da nombre a la obra), creando una especie de ambientación paradisíaca, evidenciada por el fondo de oro, símbolo de eternidad y el plano divino.
La figura de la Madonna, con refinados juegos lineales en la túnica, tiene una tez obtenida con tonos suaves y delicados, que recuerdan los de las obras de Gentile da Fabriano, del cual Pisanello era en este periodo asistente. Especialmente es comparable a una obra análoga de Gentile ahora conservada en Perugia (Galería Nacional de Umbría) y todavía más a la de Pisa (Museo nacional di San Matteo). La ambientación recuerda mucho la de la Madonna del rosal atribuida a Michelino da Besozzo, entre otras exhibida en la misma sala del museo.